# Marco Aurelio Severino
Marco Aurelio Severino (Tarsia, 2 novembre 1580 – Napoli, 12 luglio 1656) è stato lettore di Anatomia e Chirurgia nello Studio di Napoli dal 1622 al 1645, nonché medico di chirurgia pratica presso il nosocomio degli Incurabili di Napoli.
Teorico e operatore diretto di una chirurgia attiva detta da lui stesso ‘del medicar crudo’, fu valente anatomista e pubblicò la Zootomia democritea la prima opera di anatomia comparata.

## Il lettore di Anatomia e il chirurgo ospedaliero
Marco Aurelio Severino nacque a Tarsia in Calabria Citeriore, attuale provincia di Cosenza, il 2 novembre 1580. Apprese a Napoli i primi elementi di medicina da Giulio Cesare Romano e frequentò presso lo Studio pubblico di Napoli nel periodo 1603-05 le lezioni di Latino Tancredi di Camerata, di Quinzio Buongiovanni di Tropea. La laurea in Alma Philosophia e Sacra Medicina gli fu conferita presso il collegio medico di Salerno, il più antico d'Europa, il 1º febbraio 1606.
La fonte principale della sua biografia è quella inclusa nell'opera postuma Antiperipatias del 1659. In essa si afferma che Severino fu allievo anche di Tommaso Campanella, attraverso cui conobbe i principi della filosofia di Bernardino Telesio, prima d'intraprendere gli studi di medicina. Iniziò la pratica professionale nel paese natale in Calabria, ma già nel 1609 era ritornato a Napoli, ove fu allievo di Giulio Iasolino, chirurgo presso gli Incurabili, ove lo assistette eseguendo autopsie per i suoi studi anatomici e durante le perizie mediche per il processo di canonizzazione di frate Andrea Avellino. L'apprendistato come ‘pratico’ di chirurgia nelle visite private e presso l'ospedale Incurabili accanto al maestro Iasolino, permise a Severino un rapido progresso delle sue conoscenze. In occasione di un'epidemia di angina gangrenosa, probabilmente difterite, detta dagli spagnoli enfermedad del garratillo, scoppiata nel corso del 1610, Severino applicò la tecnica della tracheotomia con l'uso di una cannula già proposta da Santorio Santorio. La necessità di un tempestivo ed incisivo intervento quale requisito di riuscita dell'atto medico, appresa nella pratica del trattamento delle lesioni da armi belliche e nella difterite, fu posta da Severino come principio giustificativo della sua metodologia clinica. Il 24 novembre del 1622 Severino, in seguito a pubblico concorso, fu nominato dal viceré Antonio Zapata lettore di Chirurgia e Anatomia presso gli Studi Regi. Poco dopo, si rese anche vacante presso l'ospedale degli Incurabili il posto di chirurgo ordinario, che fu conferito a Severino dal rettore del Ginnasio e Prefetto Regio Alvaro di Toledo.

## Tentativo di riforma della pratica chirurgica
Tuttavia, proprio la chirurgia gli procurò ostacoli e contestazioni: già nel 1625 per un'asportazione di lesioni varicose così si espresse: “Ho fatto per primo questo tipo di operazione in Napoli, essendo tuttavia stato contestato al principio da altri medici, che protestarono presso i Governatori e Intendenti dell'Ospedale, dato che credevano che essa potesse esporre i pazienti ad un grave rischio” (libera traduzione dal latino di De efficaci medicina, 1646, p. 62). Evidentemente l'opera di Severino non venne apprezzata dai colleghi, che, attenti soprattutto a lenire il dolore provocato dalle lesioni, si astenevano generalmente dall'aggredire il male con azioni che potessero peggiorare una sintomatologia dolorosa.
Il principio ispiratore di Severino era al contrario quello di intervenire immediatamente, allorquando a suo parere era chiaro che il processo patologico non mostrava segni di risoluzione spontanea. La chirurgia da tempo era in una posizione di stallo sia per le scarse conoscenze anatomiche e fisiologiche, sia per l'assenza di strumenti validi di asepsi ed anestesia, pertanto l'esperienza della pratica chirurgica era frammentaria: l'intervento maggiormente seguito, detta da Severino con ironia e disprezzo ‘dolce ed effeminata’ chirurgia, consisteva nel medicamento locale con empiastri, unguenti e cerotti. Severino cercò di dimostrare la validità della tesi di un rapido intervento, seppur doloroso ma risolutivo, contro un'attesa improduttiva, sia nella pratica, che con il sostegno di citazione di altri Autori tra cui Prospero Alpino, che nel De Medicina Aegyptiorum aveva difeso l'uso del ferro e del fuoco già praticato dagli antichi Egizi con successo. 
Nel 1632 Severino pubblicò la sua prima opera chirurgica il De recondita abscessum natura, sulla natura nascosta degli ascessi: egli era convinto che la maggior parte delle malattie esitava con la produzione di un ascesso, nel cui concetto comprendeva forme differenziate di lesioni patologiche, quali formazioni innaturali, escrescenze, tumori e rigonfiamenti indipendentemente dalla natura e causa determinante. Per quanto riguarda la terapia, Severino propose di evitare di ritardare l'apertura di un ascesso con bisturi (ferro) nel caso in cui abbia raggiunto lo stadio di maturazione, cioè se la materia che lo forma è ‘cotta’. Tuttavia, se la materia permane allo stato ‘crudo’, o se evolve lentamente, Severino non ha dubbi sul metodo di recidere l'ascesso per mezzo di un ferro rovente (ferro e fuoco), il cui calore trasmesso fa raggiungere a maturazione rapida la materia al grado di ‘cozione’, mentre il ferro permette l'eliminazione chirurgia della lesione. 
Non bastò a Severino la pubblicazione del De recondita per far ridurre proteste e denunce: non aiutava certamente il linguaggio di scrittura in latino che se permetteva una divulgazione delle sue idee in un ceto colto e specializzato, non era la via comunicativa più idonea nei riguardi di un'utenza ospedaliera, fatta di pazienti generalmente incolti, ma anche nei confronti del personale di assistenza, composto da ‘pratici’, e burocrati, generalmente poco inclini alla lettura scientifica. L'unica opera medica di Severino Il medico a rovescio e il disinganno del medicar crudo scritta in italiano seicentesco rimase inedita ed è tuttora controversa la questione se il manoscritto sia fra il fondo ‘Severino’ della Biblioteca Lancisiana di Roma. 
Severino ebbe allievi italiani e stranieri, a cui dettava e faceva ricopiare le opere che aveva in preparazione; tra gli allievi vi fu Johann Volkamer, medico tedesco, che lo aiutò molto nella pubblicazione delle sue opere avvenute quasi tutte in Germania. Dopo il De recondita abscessum natura (Napoli,1632), seguì la riedizione ampliata della stessa (1643), la traduzione in latino della Chocolata inda dello spagnolo Antonio Colmenero di Ledesma (1644), la Zootomia Democritea (1645) e la De efficaci medicina (1646), tutte opere edite in Germania.
Nel 1640 Severino fu allontanato dall'incarico pubblico di chirurgo dell'ospedale Incurabili per gravi reati contro la fede e la morale comune, per cui fu accusato al tribunale dell'inquisizione, incarcerato e, a seguito di una parziale assoluzione, costretto al domicilio coatto. Il processo finì, non si sa se con una assoluzione piena, tuttavia in condizioni di poter essere reintegrato nell'incarico all'ospedale nell'aprile 1642.

## Severino e la circolazione del sangue di Harvey
Nonostante tali vicissitudini Severino continuò a trattenere relazioni con medici di tutta Europa. In una lettera all'inglese Houghton nel 1638 circa, Severino scrisse che aveva rifiutato l'invito di Johann Vesling (1588-1645) di trasferirsi a Padova per l'incarico di lettore di chirurgia. Anche con George Ent (1604-89), amico e collega di William Harvey (Folkestone, 1578 – 1657) intrattenne una intensa corrispondenza. Nel 1636 lo stesso Harvey, appena di ritorno in Inghilterra da un viaggio in Italia, inviò in dono a Severino l'unica copia conosciuta con dedica della prima edizione del suo famoso De motu cordis. Severino sostenne con entusiasmo la teoria della circolazione del sangue di Harvey e cita dieci medici suoi sostenitori nella sua Phoca illustratus, tra cui il danese Thomas Bartholin (1616-1680), medico personale del re di Danimarca, che visitò Severino nel suo soggiorno napoletano fra il 1643 e il 1645. Nella De peregrinatione medica del 1674 Bartholin lodò lo stato fiorente della medicina a Napoli, ricordando anche Messina dove insegnava Pietro Castelli (1574-1662), amico di Severino e studioso di anatomia animale insieme al siciliano Giovan Battista Hodierna (1597-1660). Dopo il 1642 Severino si dedicherà soprattutto alla pubblicazione delle sue opere e alla corrispondenza con personalità legate col mondo scientifico, primo fra tutti Cassiano dal Pozzo (Torino, 1588 – Roma 1657), a cui dedicò l'operetta grammaticale La querela della & accorciata (1642).

## L'Anatomia comparata: laZootomia democritea
Nel 1645 uscì la Zootomia democritea a Norimberga, il coronamento di quarant'anni di ricerche anatomiche, in cui Severino illustra le sue ricerche sulle analogie che unificano gli esseri viventi. È universalmente considerata la prima opera di Anatomia comparata, ma non ebbe ulteriori edizioni, probabilmente non ne fu immediatamente recepita la novità metodologica, superata in seguito solamente dagli studi di Marcello Malpighi (Crevalcore, 1628 – Roma, 1694). In Severino non c'è sostanziale differenza fra mondo inorganico e quello vivente, vegetale ed animale. In una lettera del 1º marzo 1640 inviata a Houghton, Severino ragionava che l'ipotesi di natura vivente di un corpo intracardiaco non poteva essere scartata, in quanto in un organismo complesso qual è l'uomo il ritrovamento di altri organismi viventi era possibile per la sussistenza delle condizioni di attivazione degli induttori della generazione spontanea della vita, a partire da un sufficiente quantitativo di sostanza inorganica di provenienza putrefattiva, come succede per i vermi generati spontaneamente negli intestini. Secondo il pensiero di Severino, infatti, la genitrice Natura ha incorporato nell'uomo le varie parti della materia universale, di cui il mondo è composto, permettendo la comparsa della vita in ciascun suo organo. Come in Bernardino Telesio, Severino pone l'uomo in cima alla scala degli esseri viventi, a causa della maggior presenza di calore e movimento, in più l'uomo ha la capacità di movimento artificiale, che lo fa creatura autonoma nel contesto della Natura vivente. Contro gli sterili ragionamenti sillogistici dell'aristotelismo ancora imperante alla sua epoca, Severino è d'accordo con Telesio sulla necessità di conoscere i fenomeni naturali per mezzo della facoltà della sensazione, che è sostanza stessa della ragione, attraverso le funzioni dei cinque sensi e dell'esperienza sensibile diretta. Nell'opera anatomica di Severino si ritrova questo sforzo di applicare la teoria metodologica dell'osservazione sia diretta che comparata delle strutture corporee degli esseri viventi. Non si ritrova in essa, però, un ordine espositivo delle osservazioni, né una teoria scientifica generale della natura degli esseri viventi, se non quelle prese a prestito dagli Autori classici. La sua sete di conoscenza baconiana era giustificata dalla scarsità delle sistematiche osservazioni anatomiche dell'epoca, tanto che lo condussero ad estendere lo studio su molti specie di animali, mai prima sezionati, che lo convinsero ancora di più dell'analogia fra gli esseri viventi e, quindi, dell'utilità dell'estensione degli studi di zootomia all'anatomia umana: l'uomo può ardire di scoprire nell'infinità delle forme animate una costante affinità, cioè una certa unità di forma. Certe classi di animali, al di là degli aspetti particolari di ognuna, presentano organi e funzioni simili, tali da poterli avvicinare tutti ad un modello anatomico ideale. L'analogia, al contrario del pensiero degli Autori successivi in cui esso fu solamente un concetto unitario di metodo conoscitivo, in Severino è principio agente della Natura. L'unità del mondo, nella quale confluiscono tutte le apparenze, diventa, pertanto, principio naturale di somiglianza delle forme viventi, anche se Severino non giunge mai a formulare un'ipotesi unificante del reale come in Giordano Bruno (Nola, 1548 – Roma, 1600) e in Niccolò Antonio Stelliola (1547-1623). Severino rimane fermo al metodo empirico dell'osservazione e solamente occasionalmente formula principi unitari di spiegazione. Il concetto di analogia di Severino rimanda anche al pensiero di Giovanni Battista della Porta (Vico Equense, 1535 - Napoli, 1615), che è ricordato più volte nelle sue opere anatomiche: lo studio fisiognonomico, cioè della relazione fra aspetto strutturale delle forme viventi e contenuto spirituale, è alla base del pensiero finalistico di Severino, che assimila il concetto di analogia a quello di diversità, per cui ogni essere vivente, per quanto originale nella forma possa sembrare, conserva il suo legame con il sistema organizzato della Natura, che detta le leggi della possibilità della vita stessa.
Il pensiero di Severino è, pertanto, ben lontano da quello dei peripatetici, che ipotizzavano l'immutabilità delle forme, create sin dall'origine nella loro singolare struttura, senza passaggio tra una forma vivente e l'altra o qualche forma di ‘evoluzione’. Modernamente si può dire che gli aristotelici negavano la filogenesi, cioè lo sviluppo della specie, e la similitudine sostanziale delle ontogenesi, cioè dello sviluppo degli individui. In Severino, pur non esponendo egli esplicitamente una teoria unitaria fra ontogenesi e filogenesi, traspare la convinzione dell'esistenza di una struttura di fondo che avvicina ogni forma vivente, in un ordine interagente (anche se non ancora nel senso evolutivo di darwiniana concezione), ben differente da quella immobilità delle specie immutabili dell'aristotelismo.

## Gli studi sulla respirazione dei pesci:Antiperipatias
Nel 1653 uscì a Napoli una sintesi della pratica medica il Therapeuta Neapolitanus, nel quale è annesso l'importante elenco delle opere edite e di quelle inedite e un commento di Thomas Bartholin, e a Francoforte l'ultima opera chirurgica la Trimembris Chirurgia, cioè la descrizione della chirurgia nelle branche dietetico-chirurgica, farmaco-chirurgica e chimico-chirurgica.
Severino negli anni della senilità si dedicò soprattutto a studi sperimentali. La Vipera pyhia, studio sulla natura del veleno delle vipere e sulla sua applicazione in campo terapeutico, vide la luce a Padova nel 1650. 
Nel 1654 ad Hanovia (attuale Hanau, Germania) pubblicò la Seiphlebotomia castigata, una discussione sulla pratica della flebotomia, cioè sul prelievo venoso a scopo di salasso, in cui Severino, contestando la tesi di molti altri Autori, propone la possibilità di eseguire il prelievo, oltre dalla vena cefalica dell'arto superiore, anche da qualsiasi vaso venoso superficiale. Invece, nel 1646 non gli riuscì di pubblicare in Germania, grazie a Hermann Conring (1606-1681), il De piscibus in sicco viventis, che venne pubblicato invece a Napoli nel 1654, a cui seguì nel 1656 quella del Phoca illustratus e solamente postuma nel 1659 sempre a Napoli, insieme alle precedenti due opere, l'Antiperipatias, hoc est adversus Aristoteleos de respiratione piscium diatriba .
L’Antiperipatias è l'opera che maggiormente si discosta dai temi medici, avendovi Severino affrontato soprattutto argomenti di fisiologia della respirazione, in particolare della discussione intorno alla respirazione dei pesci, che Aristotele negava, ma che era sostenuta dagli Autori contemporanei in seguito alla scoperta della funzione dell'aria come elemento necessario all'equilibrio statico dei pesci e come componente della respirazione. Secondo Severino la tesi della respirazione dei pesci era desumibile già dalle teorie di Anassagora e di Democrito. In particolare la teoria atomistica prevedeva la presenza di tutti gli elementi naturali in ogni sostanza, acqua compresa, quindi anche aria e fuoco e la respirazione poteva essere considerata un impedimento all'uscita dal corpo degli atomi dell'anima, che Democrito avrebbe considerato atomi di fuoco. Severino tuttavia preferisce la tesi pitagorica, per la quale l'anima ha una finalità superiore ed attiva, che si identificava con lo spirito celeste. Qui l'accostamento non è più fra atomi che compongono l'anima e atomi del fuoco, ma fra qualità dello spirito attivo di ogni essere vivente e quello dell'aer, dell'etere, dello spirito celeste. La respirazione, dunque, per Severino è un ricambio, quasi una ricarica, dello spirito attivo individuale per mezzo di quello aereo.
I temi dell’Antiperipatias erano già stati discussi negli anni '40: nel 1646 Severino, servendosi della mediazione epistolare con Cassiano dal Pozzo, spinse l'allievo medico Tommaso Cornelio (Cosenza 1614 - Napoli 1684), da cui ne era venuto a conoscenza, ad interessarsi dei problemi connessi all'esperimento di Evangelista Torricelli del 1644 intorno al vuoto e alla pressione dell'aria. Severino riteneva che Torricelli avesse provato che l'elemento acqua accogliesse quello dell'aria, per l'intima comunanza delle qualità dei due elementi, in virtù della provvidenza della Natura. L'8 dicembre del 1646 Cornelio rispose che non gli era stato possibile sottoporre a Torricelli la tesi di Severino, a cui precisò, tuttavia, che, pur avendo dimostrato che il vacuo non era ripugnante all'ordine della natura, Torricelli non aveva dimostrato la presenza dell'aria nell'acqua. Avendogli Cornelio proposto alcune idee sul tema della respirazione dei pesci, Severino lo esortò, tramite Cassiano dal Pozzo, a stenderne un trattato, che avrebbe avuto il piacere d'inserire nella sua opera in preparazione sul medesimo argomento. Cornelio pubblicò la sua De cognatione aeris et aquae, insieme alla Progymnasmata, solamente nel 1663, dopo il suo soggiorno a Roma, dove ferveva la discussione sulle conseguenze dell'esperimento torricelliano. Pertanto, le tesi di Cornelio non poterono essere inserite nell’Antiperipatias, che Severino non vide neppure pubblicata in quanto morì nel 1656. La sostanziale visione atomistica e democritea di quest'opera postuma, la visione cioè di un mondo fatto di atomi pieni e di spazi vuoti, anche se moderata da quella spiritualistica dell'anima di derivazione pitagorica, si trovò maggiormente in sintonia con gli sviluppi della fisica atomistica e i principi del materialismo cartesiano, facendo sì che tale opera ebbe maggiore risonanza rispetto alla Zootomia democritea, la quale, pur richiamandosi sin dal titolo alla filosofia democritea, era permeata per lo più ancora della visione di filosofia naturalistica delle forme e dello spirito degli esseri viventi.

## La 'filosofia' degli scacchi e la peste del 1656

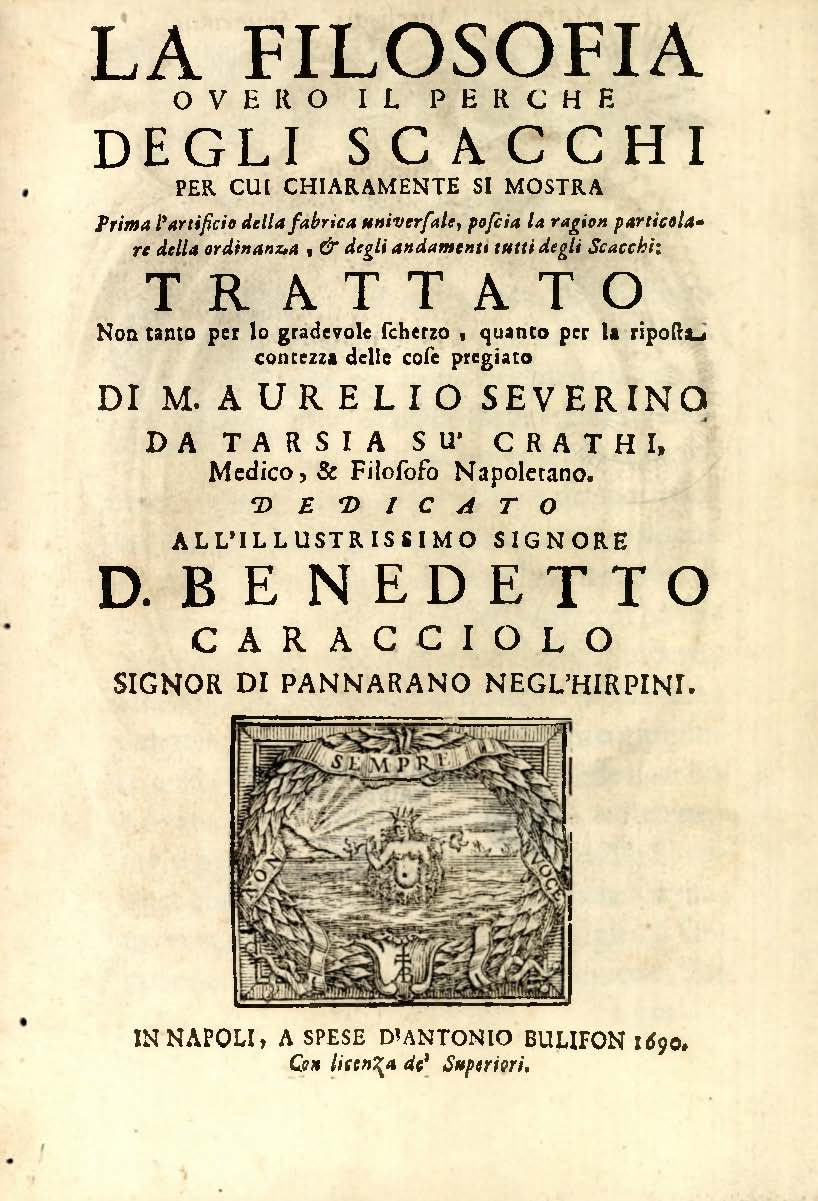
Frontespizio dell'opera La filosofia overo il perché degli scacchi, 1690

Gli ultimi anni di Severino, membro dell'Accademia degli Oziosi, furono dedicati alla discussione e alla compilazione di opere su temi di pura divagazione letteraria, come La filosofia overo il perché degli scacchi, che, insieme alla Dell'antica Pettia, overo il perché Palamede non è stato l'inventor degli scacchi, testimonia dei suoi variegati interessi. Fu autore di rime in italiano, oltre a commentare quelle di Giovanni della Casa. 
A 76 anni, forse ancora mentalmente lucido e con discreta costituzione fisica, avrebbe potuto portare a termine l'intento di pubblicare le opere inedite, allorquando il flagello della peste del 1656, che aveva già devastato l'intera Europa, si abbatté su Napoli e la sua persona. Non si allontanò dalla città: insieme al più giovane Felice Martorella, che gli era successo dal 1645 nella cattedra presso il Regio Studio, fu nominato presidente della commissione di medici per accertare la natura del morbo. La commissione, dopo aver sezionato due cadaveri, il 2 giugno 1656 concluse per la natura pestilenziale del morbo, redigendo una relazione, in cui furono riportati anche i consigli sanitari ritenuti più opportuni per affrontare il morbo. La cura generale consigliata consisteva in purga, induzione del vomito, provocazione del sudore e cavar sangue. La cura locale dei bubboni, pustole e petecchie “se escono con conferenza e tolleranza, si lasci l'opera della Natura, aiutando l'uscita con medicamenti emollienti rilassanti ed attraenti…se poi i buboni non riuscissero bene, si ponga sopra dette parti ventose, con iscarificazione, sanguisughe, vescicatorii…Avendosi da incidere, s'apron semicrudi con ferro freddo.”(Salvatore De Renzi, Napoli nell'anno 1656, p. 61).
Nonostante gli interventi, tardivi, delle autorità e i rimedi consigliati dai medici, la peste si diffuse fra la popolazione: si stima duecentomila morti solamente a Napoli in circa un anno. Chi poteva, fuggì dalle grandi città, come molti facoltosi medici, che furono pertanto difficile reperire, nonostante le numerose intimazioni a non lasciare i quartieri a loro affidati in cura. Come difficile fu la sepoltura dei numerosi cadaveri per la carenza di persone adibite alla raccolta e al trasporto delle salme.
Severino rimase al suo posto e morì il 12 luglio 1656 di peste. Fu sepolto, date le circostanze, sine lapide, sine titulo nella chiesa di San Biagio Maggiore, nel pieno centro storico di Napoli.
Sic vivit, sic moritur Severinus, sic moritur, qui in Literatorum Orbe perpetuo vivit.(biografia annessa a Antiperipatias, 1659).

## Opere

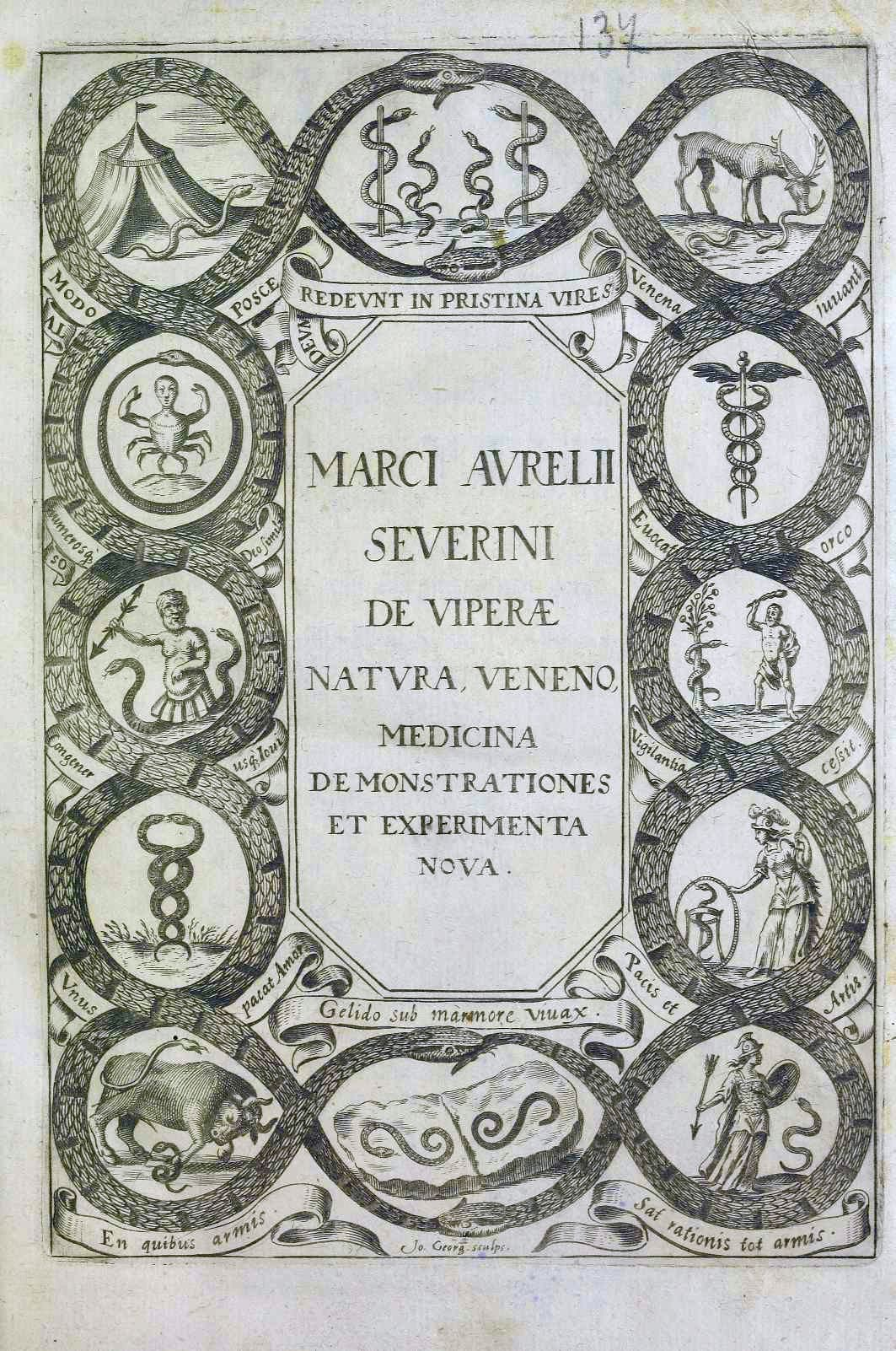
Vipera Pythia, 1651

- (LA) Vipera Pythia, Padova, Paolo Frambotto, 1651.